# Wierzbna (gromada)
Wierzbna – dawna gromada, czyli najmniejsza jednostka podziału terytorialnego Polskiej Rzeczypospolitej Ludowej w latach 1954–1972.
Gromady, z gromadzkimi radami narodowymi (GRN) jako organami władzy najniższego stopnia na wsi, funkcjonowały od reformy reorganizującej administrację wiejską przeprowadzonej jesienią 1954 do momentu ich zniesienia z dniem 1 stycznia 1973, tym samym wypierając organizację gminną w latach 1954–1972.
Gromadę Wierzbna z siedzibą GRN w Wierzbnej utworzono – jako jedną z 8759 gromad na obszarze Polski – w powiecie jarosławskim w woj. rzeszowskim na mocy uchwały nr 21/54 WRN w Rzeszowie z dnia 5 października 1954. W skład jednostki weszły obszary dotychczasowych gromad Wierzbna, Ożańsk i Tywonia (bez przysiółka Maleniska) ze zniesionej gminy Jarosław w tymże powiecie. Dla gromady ustalono 19 członków gromadzkiej rady narodowej.
29 lutego 1956 z gromady Wierzbna wyłączono część obszaru wsi Ożańsk stanowiącą przysiółek Stojadła o pow. 45,74 ha, włączając ją do gromady Żurawiczki w powiecie przeworskim w tymże województwie.
1 stycznia 1969 gromadę zniesiono, włączając jej obszar do gromady Pawłosiów w tymże powiecie.